# Liste der deutschsprachigen The-Magazine-of-Fantasy-and-Science-Fiction-Ausgaben der 1980er Jahre
Diese Seite listet alle Ausgaben aus den Jahren 1980–1989 des deutschsprachigen The Magazine of Fantasy and Science Fiction auf.

## Ausgaben
- Die Herausgeber sind: Manfred Kluge [55–63], Ronald M. Hahn [64–80]

### 55. Folge –Sterbliche Götter– 1980
| Deutscher Titel                | Originaltitel                    | Jahr | Autor            |
| ------------------------------ | -------------------------------- | ---- | ---------------- |
| Sterbliche Götter              | Mortal Gods                      | 1979 | Orson Scott Card |
| Virra                          | Virra                            | 1978 | Terry Carr       |
| Kuckuck                        | Cuckoo                           | 1977 | Dulan Barber     |
| Der Revolvermann               | The Gunslinger                   | 1978 | Stephen King     |
| Wohin die großen Schiffe gehen | Out There Where the Big Ships Go | 1979 | Richard Cowper   |

### 56. Folge –Jeffty ist fünf– 1980
| Deutscher Titel                       | Originaltitel                            | Jahr | Autor                |
| ------------------------------------- | ---------------------------------------- | ---- | -------------------- |
| Ein moderner Magier                   | A Modern Magician                        | 1979 | Olaf Stapledon       |
| Nachwort zu ›Ein moderner Magier‹     | Olaf Stapledon: The Man Behind the Works | 1978 | Sam Moskowitz        |
| Zerbrochene Treppen – Mauern aus Zeit | Broken Stairways, Walls of Time          | 1979 | Lee Killough         |
| Der Mann, der keine Idee hatte        | The Man Who Had no Idea                  | 1978 | Thomas M. Disch      |
| Die Dame in Weiß                      | The Lady in White                        | 1978 | Stephen R. Donaldson |
| Der Junge mit der eisernen Maske      | The Boy in the Iron Mask                 | 1975 | Jean Cox             |
| Jeffty ist fünf                       | Jefty Is Five                            | 1977 | Harlan Ellison       |

### 57. Folge –Insekten im Bernstein– 1980
| Deutscher Titel                                 | Originaltitel                                | Jahr | Autor                             |
| ----------------------------------------------- | -------------------------------------------- | ---- | --------------------------------- |
| Die außergewöhnlichen Reisen der Amelie Bertran | The Extraordinary Voyages of Amélie Bertrand | 1979 | Joanna Russ                       |
| Loob                                            | Loob                                         | 1979 | Bob Leman                         |
| Lager                                           | Camps                                        | 1979 | Jack Dann                         |
| Ein sanftes Ruhekissen                          | A Good Night's Sleep                         | 1978 | Avram Davidson                    |
| Wenigstens ein Klon                             | A Clone at Last                              | 1978 | Bill Pronzini & Barry N. Malzberg |
| Insekten im Bernstein                           | Insects in Amber                             | 1978 | Tom Reamy                         |

### 58. Folge –Grenzstreifzüge– 1981
| Deutscher Titel                | Originaltitel                                                           | Jahr | Autor                             |
| ------------------------------ | ----------------------------------------------------------------------- | ---- | --------------------------------- |
| Grenzstreifzüge                | Palely Loitering                                                        | 1979 | Christopher Priest                |
| Das Rasthaus                   | The Way Station                                                         | 1980 | Stephen King                      |
| Endspiel im Prosastadion       | Prose Bowl                                                              | 1979 | Bill Pronzini & Barry N. Malzberg |
| Der Fluch des Mhondoro Nkabele | The Curse of the Mohndoro Nkabele or The Revenge of Stanley G. Weinbaum | 1978 | Eric Norden                       |

### 59. Folge –Eine irre Show– 1981
| Deutscher Titel            | Originaltitel              | Jahr | Autor                |
| -------------------------- | -------------------------- | ---- | -------------------- |
| Aquanauten                 | Seastate Zero              | 1978 | Jeffrey A. Carver    |
| Die Haushüter              | The House Sitters          | 1977 | Raylyn Moore         |
| Der Stellvertreter         | The Proxy                  | 1979 | Ramsey Campbell      |
| Die unglaublich dicke Welt | The Incredibly Thick World | 1979 | Thomas Wylde         |
| Es war einmal ein Tier...  | Mythological Beast         | 1979 | Stephen R. Donaldson |
| Antwort auf deinen Ruf     | In Answer to Your Call     | 1978 | Phyllis Eisenstein   |
| Eine irre Show             | Freak Show                 | 1979 | Robert Bloch         |

### 60. Folge –Das Zeitsyndikat– 1981
| Deutscher Titel                       | Originaltitel                           | Jahr | Autor              |
| ------------------------------------- | --------------------------------------- | ---- | ------------------ |
| Das Zeitsyndikat                      | The Syndicated Time                     | 1978 | Sterling E. Lanier |
| Weit entfernt vom Ort des Verbrechens | Far Removed from the Scene of the Crime | 1980 | Nicholas Yermakov  |
| Noch ehe die Rosen Dornen hatten      | Before Willows Ever Walked              | 1980 | Tom Godwin         |
| Die Schatten über den Wassern         | The Shadowed Waters                     | 1980 | C. A. Cador        |
| Im Heim und doch nicht daheim         | A Home Away from Home                   | 1979 | Stephen Dixon      |
| Draußen                               | Outside                                 | 1980 | David F. Bischoff  |
| Die Edlen                             | The Lordly Ones                         | 1980 | Keith Roberts      |
| Die Schlacht am Abaco Riff            | The Battle of the Abaco Reefs           | 1979 | Hilbert Schenck    |

### 61. Folge –Fenster– 1982
| Deutscher Titel          | Originaltitel            | Jahr | Autor            |
| ------------------------ | ------------------------ | ---- | ---------------- |
| Das Netz der Magier      | The Web of the Magi      | 1980 | Richard Cowper   |
| Der Herr des Tanzes      | Lord of the Dance        | 1980 | Garry Kilworth   |
| Die Toilettenanlage      | The Comfort Station      | 1980 | Keith Roberts    |
| Bißwunden                | Teeth Marks              | 1979 | Edward Bryant    |
| Tapferer kleiner Toaster | The Brave Little Toaster | 1980 | Thomas M. Disch  |
| Geheimnisse des Herzens  | Secrets of the Heart     | 1980 | Charles L. Grant |
| Achronos                 | Achronos                 | 1980 | Lee Killough     |
| Fenster                  | Window                   | 1980 | Bob Leman        |

### 62. Folge –Gefährliche Spiele– 1982
| Deutscher Titel                               | Originaltitel                                      | Jahr | Autor                         |
| --------------------------------------------- | -------------------------------------------------- | ---- | ----------------------------- |
| Heim für Käfer                                | Bug House                                          | 1980 | Lisa Tuttle                   |
| Ein ganz gewöhnlicher Schultag                | No More Pencils, No More Books                     | 1979 | John Morressy                 |
| Bei den Höhlenmenschen des San-Andreas-Cañons | Among the Cliff-Dwellers of the San Andreas Canyon | 1980 | Felix C. Gotschalk            |
| Ein Schimmer von Gold                         | A Glint of Gold                                    | 1980 | Simon Hawke                   |
| Frühlingsfieber                               | Spring Fever                                       | 1980 | Jack C. Haldeman II           |
| Das Lied der Spinne                           | Spidersong                                         | 1980 | Susan C. Petrey               |
| Väterliche Führung gesucht                    | Parental Guidance Suggested                        | 1979 | William Rotsler               |
| Gefährliche Spiele                            | Dangerous Games                                    | 1980 | Marta Randall                 |
| Lebenstraum                                   | Lebenstraum                                        | 1980 | J. W. Schutz                  |
| Höllenfeuer                                   | Hell’s Fire                                        | 1980 | Mack Reynolds & Gary Jennings |

### 63. Folge –Terrarium– 1982
| Deutscher Titel                              | Originaltitel                  | Jahr | Autor               |
| -------------------------------------------- | ------------------------------ | ---- | ------------------- |
| Nächste Station: Venus                       | And Then We Went to Venus      | 1980 | Bill Pronzini       |
| Riskanter Aufstieg                           | Buoyant Ascent                 | 1980 | Hilbert Schenck     |
| Terrarium                                    | Terrarium                      | 1980 | Scott Sanders       |
| Relikte                                      | Strata                         | 1980 | Edward Bryant       |
| Hand im Handschuh                            | Hand in Glove                  | 1979 | Robert Aickman      |
| Die Angst namens Mut                         | The Fear That Men Call Courage | 1980 | James Patrick Kelly |
| Die Autopsie                                 | The Autopsy                    | 1980 | Michael Shea        |
| ... und nahm für sie an der Menschen Gestalt | What He Wore for Them          | 1980 | Bruce McAllister    |
| Die Reliquie                                 | The Relic                      | 1979 | Gary Jennings       |

### 64. Folge –Das fröhliche Volk von Methan– 1983
| Deutscher Titel                           | Originaltitel                                | Jahr | Autor             |
| ----------------------------------------- | -------------------------------------------- | ---- | ----------------- |
| Das Feuer, wenn es kommt                  | The Fire When It Comes                       | 1981 | Parke Godwin      |
| Eine Menge Nichts                         | Plenty of Nothing                            | 1981 | Michael D. Taylor |
| Taaéhalaan ertrinkt                       | Taaehalaan Is Drowning                       | 1981 | Lee Killough      |
| Fremde denken anders                      | The Alien Mind                               | 1981 | Philip K. Dick    |
| Das fröhliche Volk von Methan             | The Merry Men of Methane                     | 1980 | Stephen Tall      |
| Himmelskämpfer                            | The Thermals of August                       | 1981 | Edward Bryant     |
| Max Kearney kehrt zurück                  | The Return of Max Kearny                     | 1981 | Ron Goulart       |
| Nicht die Liebe läßt die Welt sich dreh’n | It Isn’t Love That Makes the World Go ’Round | 1981 | Reginald Bretnor  |
| Der Schlafwandler                         | The Sleepwalker                              | 1981 | Scott Sanders     |

### 65. Folge –Cyrion in Bronze– 1983
| Deutscher Titel                            | Originaltitel                           | Jahr | Autor                        |
| ------------------------------------------ | --------------------------------------- | ---- | ---------------------------- |
| Zum Verstehen menschlichen Verhaltens      | Understanding Human Behavior            | 1982 | Thomas M. Disch              |
| Cyrion in Bronze                           | Cyrion in Bronze                        | 1980 | Tanith Lee                   |
| Der Mann, der das tausendjährige Reich sah | The Man Who Saw the Thousand-Year Reich | 1981 | John Brunner                 |
| Variationen über Sergeant Pepper           | Sergeant Pepper Variations              | 1982 | Howard Roller & Parke Godwin |
| Sanasardo lernt Attila kennen              | Sanasardo Meets Attila                  | 1981 | Alan Ryan                    |
| Die Wüste der gestohlenen Träume           | The Desert of Stolen Dreams             | 1981 | Robert Silverberg            |
| Felly                                      | Felly                                   | 1981 | Juleen Brantingham           |
| Das Orakel und die Berge                   | The Oracle and the Mountains            | 1981 | Stephen King                 |
| Die Knochenflöte                           | The Bone Flute                          | 1981 | Lisa Tuttle                  |
| Trilby Swain für jedermann                 | Presenting Trilby Swain                 | 1981 | Ron Goulart                  |
| Geh übers Eis                              | Walk the Ice                            | 1981 | Mildred Downey Broxon        |

### 66. Folge –Im fünften Jahr der Reise– 1983
| Deutscher Titel | Originaltitel                                                                 | Jahr | Autor             |
| --- | ----------------------------------------------------------------------------- | ---- | ----------------- |
| Das Familientreffen | The Gathering of the Clan                                                     | 1979 | Eric Norden       |
| Prä-Histörchen | Neander-Tale                                                                  | 1980 | James P. Hogan    |
| Ein einzigartiger Mensch | A Peculiar Man                                                                | 1981 | Ken Wisman        |
| Das Orpheus-Implantat | The Orpheus Implant                                                           | 1981 | Nicholas Yermakov |
| Die garantiert aller-allerletzte Geschichte, in der es um einen Pakt mit dem Teufel geht – und danach wollen wir nie, nie wieder eine schreiben | Absolutely the Last, This Is It, No More, the Final Pact with the Devil Story | 1981 | Michael Armstrong |
| Menage Outré | Ménage Outré                                                                  | 1981 | Lee Killough      |
| Trip zur Traumwelt | Stuff of Dreams                                                               | 1981 | Lewis Shiner      |
| Larkins Stern | The Summer of the Fallen Star                                                 | 1981 | Robert F. Young   |
| Bars: Ein Aspekt des Nachtlebens | Bars: An Aspect of Night Life                                                 | 1981 | Graham Petrie     |
| Koschere Spaghetti gesucht | The Case for Kosher Pasta                                                     | 1981 | Tom Sullivan      |
| Nachtmahre | Nightmares                                                                    | 1981 | Ian Watson        |
| Die Geistermutanten | The Slow Mutants                                                              | 1981 | Stephen King      |
| Der Student und sein Sohn | The Tale of the Student and His Son                                           | 1981 | Gene Wolfe        |
| Im fünften Jahr der Reise | In the Fifth Year of the Voyage                                               | 1981 | Robert Silverberg |

### 67. Folge –Dinosaurier auf dem Broadway– 1983
| Deutscher Titel                                  | Originaltitel                              | Jahr | Autor                           |
| ------------------------------------------------ | ------------------------------------------ | ---- | ------------------------------- |
| Dinosaurier auf dem Broadway                     | Dinosaurs on Broadway                      | 1981 | Tony Sarowitz                   |
| Der Ruf der Wildnis                              | The Call of the Wild: The Dog-Flea Version | 1981 | Ian Watson                      |
| Nachtleben                                       | Nightlife                                  | 1982 | Phyllis Eisenstein              |
| Hochstahl                                        | High Steel                                 | 1982 | Jack C. Haldeman II & Jack Dann |
| Am Rande des Geschehens, von Touristen unbemerkt | The Outpost Undiscovered by Tourists       | 1982 | Harlan Ellison                  |
| Die Nachttreppe                                  | The Night Stair                            | 1982 | Mike Conner                     |
| Seelen                                           | Souls                                      | 1982 | Joanna Russ                     |
| Der Pusher                                       | The Pusher                                 | 1981 | John Varley                     |
| Der Teufel von Malkirk                           | The Devil of Malkirk                       | 1982 | Charles Sheffield               |

### 68. Folge –Mythen der nahen Zukunft– 1984
| Deutscher Titel                          | Originaltitel                             | Jahr | Autor              |
| ---------------------------------------- | ----------------------------------------- | ---- | ------------------ |
| Mythen der nahen Zukunft                 | Myths of the Near Future                  | 1982 | J. G. Ballard      |
| Die Dokumente im Fall Elizabeth Akeley   | Documents in the Case of Elizabeth Akeley | 1982 | Richard A. Lupoff  |
| Aus dem Nebel der Zeiten                 | Commander in the Mist                     | 1982 | Sterling E. Lanier |
| Eine andere Waise                        | Another Orphan                            | 1982 | John Kessel        |
| Horror in Linie 33                       | The Horror on the #33                     | 1982 | Michael Shea       |
| Das Tor zur Vergangenheit                | The Boy Who Waterskied to Forever         | 1982 | James Tiptree Jr.  |
| Das Schachbrett                          | Square and Above Board                    | 1982 | R. A. Lafferty     |
| Doppelgänger per Post                    | Mail Order Clone                          | 1982 | Connie Willis      |
| Der Revolvermann und der Mann in Schwarz | The Gunslinger and the Dark Man           | 1981 | Stephen King       |
| Die überspannte Stunde                   | The Hour That Stretches                   | 1982 | Harlan Ellison     |

### 69. Folge –Nacht in den Ruinen– 1984
| Deutscher Titel                       | Originaltitel                       | Jahr | Autor                      |
| ------------------------------------- | ----------------------------------- | ---- | -------------------------- |
| Grimes und die sonderbaren Götter     | Grimes and the Odd Gods             | 1983 | A. Bertram Chandler        |
| Hinterm Totenriff                     | Beyond the Dead Reef                | 1983 | James Tiptree, Jr.         |
| Downtown                              | Downtown                            | 1983 | Thomas M. Disch            |
| Einbruch in den Alptraum              | Spur the Nightmare                  | 1983 | Edward Wellen              |
| Keine Affäre                          | Not an Affair                       | 1983 | Theodore Sturgeon          |
| Nacht in den Ruinen                   | What We Did That Night in the Ruins | 1983 | Warren Brown               |
| Das Katzenhotel                       | The Cat Hotel                       | 1983 | Fritz Leiber               |
| Unterwelt                             | Subworld                            | 1983 | Phyllis Eisenstein         |
| Probefahrt mit dem Grunt-12           | Grunt-12 Test Drive                 | 1983 | Michael Shea               |
| Unter Toten                           | Down Among the Dead Men             | 1983 | Gardner Dozois & Jack Dann |
| Ein Tag auf der großen Lotteriekirmes | Spending a Day at the Lottery Fair  | 1983 | Frederik Pohl              |
| Der schwarze Strom                    | The Black Current                   | 1983 | Ian Watson                 |

### 70. Folge –Willkommen in Coventry– 1984
| Deutscher Titel         | Originaltitel                           | Jahr | Autor                |
| ----------------------- | --------------------------------------- | ---- | -------------------- |
| Willkommen in Coventry  | Welcome to Coventry                     | 1983 | Richard Mueller      |
| Revisionen              | Revisions                               | 1983 | Gordon Eklund        |
| Wildnistraum            | Running Easy in the Dream of Wilderness | 1983 | Raylyn Moore         |
| Gilpins Raum            | Gilpin’s Space                          | 1983 | Reginald Bretnor     |
| Brüder                  | Brothers                                | 1983 | Richard Cowper       |
| Schwarze Luft           | Black Air                               | 1983 | Kim Stanley Robinson |
| Der verlorene Erdensohn | The Lost Earthman                       | 1983 | Robert F. Young      |
| Solitarios Augen        | Solitario’s Eyes                        | 1983 | Lucius Shepard       |
| Silvester in Tambimatu  | New Year’s Eve at Tambimatu             | 1983 | Ian Watson           |

### 71. Folge –Kryogenese– 1985
| Deutscher Titel                | Originaltitel               | Jahr | Autor              |
| ------------------------------ | --------------------------- | ---- | ------------------ |
| Es grünt in Bedford-Stuyvesant | The Greening of Bed-Stuy    | 1984 | Frederik Pohl      |
| La Ronde                       | La Ronde                    | 1983 | Damon Knight       |
| Sam Gunn                       | Sam Gunn                    | 1983 | Ben Bova           |
| Kryogenese                     | Cryogenesis                 | 1983 | Reginald Bretnor   |
| Der Fall des Robin Arms        | The Fall of Robin Arms      | 1984 | Charles L. Harness |
| Abfall                         | Rubbish                     | 1984 | Gregory Frost      |
| Ein Haus an der Küste          | A Cabin on the Coast        | 1984 | Gene Wolfe         |
| Hydra                          | Hydra                       | 1984 | Donald E. Westlake |
| Justins Lied                   | A Song for Justin           | 1983 | Richard Mueller    |
| Dr. Edricks Plan               | A Walk to Manhome, and Away | 1984 | Ian Watson         |

### 72. Folge –Der Drachenheld– 1985
| Deutscher Titel                     | Originaltitel                       | Jahr | Autor                |
| ----------------------------------- | ----------------------------------- | ---- | -------------------- |
| Die Kuppel                          | The Blister                         | 1984 | Frederik Pohl        |
| Der Kopf des Wurms                  | The Worm’s Head                     | 1984 | Ian Watson           |
| Ich heiße Samantha                  | My Name is Samantha                 | 1984 | Mary C. Pangborn     |
| Die Gratwanderung                   | Ridge Running                       | 1984 | Kim Stanley Robinson |
| Der Drachenheld                     | To Slay the Dragon                  | 1983 | P. E. Cunningham     |
| With a Little Help from Her Friends | With a Little Help from Her Friends | 1984 | Michael Bishop       |

### 73. Folge –Der Zeitseher– 1986
| enthaltene Werke                             | enthaltene Werke                        | enthaltene Werke | enthaltene Werke      |
| Deutscher Titel                              | Originaltitel                           | Jahr             | Autor                 |
| -------------------------------------------- | --------------------------------------- | ---------------- | --------------------- |
| Der anderen Magie                            | Somebody Else’s Magic                   | 1984             | Marion Zimmer Bradley |
| Die Außerirdischen, die einfach alles wußten | The Aliens Who Knew, I Mean, Everything | 1984             | George Alec Effinger  |
| Spiegel der Seele                            | Mirror of the Soul                      | 1983             | L. S. Blanchard       |
| Im Gegensatz zu Cortez                       | Unlike Cortez                           | 1984             | Gregg Keizer          |
| Der Zeitseher                                | The Timeseer                            | 1984             | P. E. Cunningham      |
| Wird der echte Sam Starburst ...?            | Will the Real Sam Starburst ...         | 1984             | Chet Williamson       |
| Der Mann der Zukunft                         | The Man of the Future                   | 1984             | Edward Bryant         |

### 74. Folge –Der Schatten des Sternenlichts– 1986
| Deutscher Titel                                                  | Originaltitel                                               | Jahr | Autor                |
| ---------------------------------------------------------------- | ----------------------------------------------------------- | ---- | -------------------- |
| Dämonische Liebe                                                 | Demon Lover                                                 | 1984 | M. Sargent Mackay    |
| Der Schatten des Sternenlichts                                   | The Shadow of the Starlight                                 | 1984 | Gaèl Baudino         |
| Der Bildermann                                                   | The Picture Man                                             | 1985 | John Dalmas          |
| Ganglion                                                         | Ganglion                                                    | 1984 | Wayne Wightman       |
| Der Mann, der die Wahrheit über Todd und Adrianas Baby bestimmte | The Man Who Decided the Truth About Todd and Adriana’s Baby | 1984 | George Alec Effinger |
| Der Kinder-Greifer                                               | The Taker of Children                                       | 1984 | Brad Strickland      |
| Die Türen                                                        | The Doors                                                   | 1984 | Barbara Owens        |
| Ein großer gefleckter Vogel                                      | Great Speckle Bird                                          | 1984 | Reid Collins         |

### 75. Folge –Sphärenklänge– 1987
| Deutscher Titel                         | Originaltitel                          | Jahr | Autor                |
| --------------------------------------- | -------------------------------------- | ---- | -------------------- |
| Was uns zu Menschen macht               | What Makes Us Human                    | 1984 | Stephen R. Donaldson |
| Sphärenmusik                            | The Music of the Spheres               | 1984 | Bradley Denton       |
| Steinhaut                               | Stoneskin                              | 1984 | John Morressy        |
| Der Mann, der den Drachen Griaule malte | The Man Who Painted the Dragon Griaule | 1984 | Lucius Shepard       |
| Erklärungen GmbH                        | Explanations, Inc.                     | 1984 | Nancy Kress          |
| Instruktionen                           | Instructions                           | 1984 | Bob Leman            |
| Armageddon in der Pause                 | Armageddon Between Sets                | 1984 | Edward Bryant        |
| Kuckuck                                 | Cuckoo                                 | 1984 | Madeleine E. Robins  |
| Ein flüchtiger Tag                      | Quicksilver Day                        | 1984 | Hal Hill             |
| Am Meer                                 | Seaborne                               | 1984 | Molly Gloss          |

### 76. Folge –Die Wildnis einer großen Stadt– 1987
| Deutscher Titel                                                 | Originaltitel                                          | Jahr | Autor                 |
| --------------------------------------------------------------- | ------------------------------------------------------ | ---- | --------------------- |
| Die Wildnis einer großen Stadt                                  | Reconn Man in the City                                 | 1986 | Felix C. Gotschalk    |
| Im Steptanz über die Highways und Nebenstraßen des Lebens, etc. | Tap-Dancing Down the Highways and Byways of Life, etc. | 1986 | Barry N. Malzberg     |
| Maureen Birnbaum im Mittelpunkt der Erde                        | Maureen Birnbaum at the Earth’s Core                   | 1986 | George Alec Effinger  |
| Am Fluß, bei Fontainebleau                                      | By the River, Fontainebleau                            | 1986 | Stephen Gallagher     |
| Wie gewonnen, so zerronnen                                      | Seymourlama                                            | 1986 | Harvey Jacobs         |
| Ich und mein Schatten                                           | Me and My Shadow                                       | 1986 | Larry Eisenberg       |
| Siehe, die Eiche blüht ewig                                     | Lo, How an Oak E’er Blooming                           | 1986 | Suzette Haden Elgin   |
| Die wandernde Laute                                             | The Wandering Lute                                     | 1986 | Marion Zimmer Bradley |
| Das Listenbuch der Science Fiction                              | The SF Book of Lists                                   | 1985 | Larry Tritten         |
| Mitternachtshäppchen                                            | Midnight Snack                                         | 1986 | Vance Aandahl         |
| Spielgefährten                                                  | Playmates                                              | 1986 | Chuck Rothman         |
| Kartoffelbaum                                                   | Potato Tree                                            | 1986 | James Sallis          |
| Revolution 20                                                   | Revolution 20                                          | 1986 | Robert F. Young       |
| Der Blick von der Turmspitze                                    | The View from the Top of the Tower                     | 1986 | Harry Harrison        |
| Begegnung mit Taccati                                           | Taccati’s Tomorrow                                     | 1986 | Michael Bishop        |
| Die Stunde vor dem Morgengrauen                                 | In the Hour Before Dawn                                | 1986 | Brad Strickland       |

### 77. Folge –Reisegefährten– 1988
| Deutscher Titel            | Originaltitel             | Jahr | Autor            |
| -------------------------- | ------------------------- | ---- | ---------------- |
| Reisegefährten             | The Fellow Traveler       | 1986 | John Brunner     |
| Die endgültige Waffe       | Ultimate Weapon           | 1986 | Reginald Bretnor |
| Normalbenzin               | Fill It with Regular      | 1986 | Michael Shea     |
| Die große Absahne          | Saucery                   | 1986 | Frederik Pohl    |
| Grabengel                  | Grave Angels              | 1986 | Richard Kearns   |
| Wie stumm und kalt sie ist | How Cold She Is, and Dumb | 1986 | John Barnes      |
| Aus der Bestie geboren     | Born from the Beast       | 1986 | Vance Aandahl    |

### 78. Folge –Volksrepublik Disneyland– 1988
| Deutscher Titel                                        | Originaltitel                                   | Jahr | Autor           |
| ------------------------------------------------------ | ----------------------------------------------- | ---- | --------------- |
| Volksrepublik Disneyland                               | Deathmatch in Disneyland                        | 1987 | Vance Aandahl   |
| Die Kolonisation des Edwin Beal                        | The Colonization of Edward Beal                 | 1987 | Lisa Tuttle     |
| Glory                                                  | Glory                                           | 1987 | Ron Goulart     |
| Schon erfüllt                                          | You Got It                                      | 1987 | Terry Carr      |
| Der Bote                                               | The Messenger                                   | 1987 | Rosalind Warren |
| Ein Riese, ein irisches Mädchen und einundzwanzig Kühe | The Giant, the Colleen, and the Twenty‑One Cows | 1987 | Robert F. Young |
| Aus der Traufe gehoben                                 | Out of the Cradle                               | 1987 | Mary Caraker    |
| Begegnung mit den Aliens                               | Going to Meet the Alien                         | 1987 | Andrew Weiner   |

### 79. Folge –Rückkehr von der Regenbogenbrücke– 1989
| Deutscher Titel                        | Originaltitel                  | Jahr | Autor                         |
| -------------------------------------- | ------------------------------ | ---- | ----------------------------- |
| Der Verfolger                          | The Walker Behind              | 1987 | Marion Zimmer Bradley         |
| Die Ankunft der Götter                 | The Gods Arrive                | 1987 | Edward F. Shaver              |
| Meister aller Klassen                  | Master of the Game             | 1987 | Martha Soukup                 |
| Zeitersparnis                          | Saving Time                    | 1987 | Russell M. Griffin            |
| Der Demontierer                        | The Disassembler               | 1987 | Kate Wilhelm                  |
| Melancholie und die abstrakte Wahrheit | Blues and the Abstract Truth   | 1988 | Barry N. Malzberg & Jack Dann |
| Rückkehr von der Regenbogenbrücke      | The Return from Rainbow Bridge | 1987 | Kim Stanley Robinson          |

### 80. Folge –In Video Veritas– 1989
| Deutscher Titel                                | Originaltitel                                       | Jahr | Autor                            |
| ---------------------------------------------- | --------------------------------------------------- | ---- | -------------------------------- |
| Tanz auf einsamem Strand                       | Dance on a Forgotten Shore                          | 1988 | Alan Dean Foster & Sally McBride |
| Das Ding auf der Treppe                        | The Thing at the Top of the Stairs                  | 1988 | Ray Bradbury                     |
| Das Haus der Geheimnisse                       | House of Secrets                                    | 1988 | Ron Goulart                      |
| In Video Veritas                               | In Video Veritas                                    | 1987 | Larry Tritten                    |
| Der Tigerpulli                                 | The Tiger Sweater                                   | 1987 | Keith Roberts                    |
| Mitten im Leben                                | In Midst of Life                                    | 1987 | James Tiptree, Jr.               |
| Wie sich eine innere Tür meinem Herzen öffnete | How an Inner Door Opened to My Heart                | 1988 | Brian W. Aldiss                  |
| Muskeln                                        | Muscles                                             | 1988 | F. Paul Wilson                   |
| Unergründliche Science Fiction                 | Inside Science Fiction: Inscrutable Science Fiction | 1988 | Charles Platt                    |